# Dmitri Nağıyev
Dmitri Nağıyev, ukr. Дмитро Русланович Нагієв, Dmytro Rusłanowycz Nahijew (ur. 27 listopada 1995 w mieście Biała Cerkiew, w obwodzie kijowskim, Ukraina) – azerski piłkarz, grający na pozycji obrońcy. Posiada obywatelstwo ukraińskie.

## Kariera piłkarska

### Kariera klubowa
Wychowanek Szkoły Sportowej nr 15 w Kijowie oraz klubu Kniaża Szczasływe, barwy których bronił w juniorskich mistrzostwach Ukrainy (DJuFL). Karierę piłkarską rozpoczął 7 listopada 2012 w drużynie młodzieżowej Dnipra, a 20 listopada 2016 debiutował w Premier-lidze. 7 lipca 2017 przeszedł do austriackiego klubu Karabakh Wien. Na początku lipca 2018 został piłkarzem Sumqayıt FK, jednak wkrótce 4 sierpnia podpisał kontrakt z portugalskim Cova da Piedade. Przez problemy z Prezesem klubu 3 września 2018 przeniósł się do Stumbrasu Kowno.

### Kariera reprezentacyjna
Występował w młodzieżowej reprezentacji Azerbejdżanu.